# José Dias Ferreira

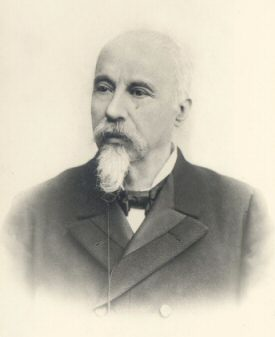
José Dias Ferreira.

José Dias Ferreira (Pombeiro da Beira, 30 november 1837 - Vidago, 8 september 1909) was een Portugees rechtskundige, politicus en eerste minister ten tijde van de monarchie.

## Studies en beroepsloopbaan
Als zoon van landbouwers was hij oorspronkelijk bestemd voor een loopbaan als priester en begon eerst voorbereidende studies in de Latijnse taal. Al op 14-jarige leeftijd vervolledigde hij in 1852 zijn toelatingsexamen aan de faculteit theologie aan de Universiteit van Coimbra.
Onder invloed van professor en afgevaardigde Vicente Ferrer de Neto Paiva beëindigde hij echter zijn theologiestudie om vanaf 3 oktober 1854 rechtswetenschappen te studeren aan de Universiteit van Coimbra. In 1859 studeerde hij af met onderscheiding.
Op 29 juni 1860 promoveerde hij tot doctor in de rechten en begon daarop een academische loopbaan. Op 10 mei 1861 werd hij eerst hulpdocent om in 1862 privédocent Natuurrecht en Rechtsfilosofie te worden. In 1866 werd hij docent-professor Burgerlijk Recht.

## Politieke loopbaan

### Parlementslid
In 1860 begon hij aan een politieke loopbaan toen hij verkozen werd tot afgevaardigde in de Grondwetgevende Vergadering van de Constitutionele Monarchie (Legislatura da Monarquia Constitucional portuguesa), waar hij jarenlang lid van zou blijven.
In 1866 verhuisde hij met zijn vrouw, de dochter van een rijke fabriekseigenaar met aanzien, naar Lissabon en werd er actief als advocaat en jurist. Algauw had hij in Lissabon veel aanzien en tegelijkertijd was hij een van de actiefste parlementsleden. Van 1865 tot 1870 was hij ook de uitgever van het juridisch vaktijdschrift Jornal da Jurisprudência en tegelijkertijd was hij de mede-uitgever van rechtswetenschappelijke publicaties zoals de Revista Crítica de Jurisprudência Geral e Legislação (Kritisch Magazine voor Algemeen Recht en Wetgeving). Als afgevaardigde was hij ook grotendeels betrokken bij het tot stand komen en de verwerking van meerdere belangrijke wetten: zo was hij in 1867 lid van de herzieningscommissie voor de Handelswet (Código Comercial), in 1870 betrokken bij de oprichting van Opperste Administratiegerechtshoven en van 1870 tot 1876 betrokken bij de voorbereiding en de publicatie van de Burgerlijke Wetten (Código Civil).

### Ministerschap
Wegens zijn middelmatige deelname aan de oplossing van de crisis over de staatsbegroting van 1867, werd hij na de val van de regering van Joaquim António de Aguiar op 4 januari 1868 benoemd tot minister van Financiën in de regering van António José de Ávila. In diens interim-regering, die tot en met 22 juli 1868 in functie bleef, was hij naast de premier en parlementsvoorzitter António Luís de Seabra al op 30-jarige leeftijd een van de leidende persoonlijkheid. Toch kon hij niet voorkomen dat de regering-de Ávila politiek-financiële moeilijkheden kende. Dit leidde uiteindelijk tot het ontslag van de regering.
De volgende jaren was hij een van de leidende vertegenwoordigers van de oppositie. Bij elke parlementsverkiezing werd hij als parlementslid herkozen.
Na de staatsgreep van 19 mei 1870, waarbij maarschalk João Carlos de Saldanha Oliveira e Daun voor de vierde en laatste maal tijdelijk de regering op zich nam, werd Dias Ferreira door hem benoemd tot minister van Financiën. Op 3 juni 1870 werd hij ook minister van Justitie en Koninklijke Aangelegenheden tot het einde van de regering-Saldanha op 30 augustus 1870.

### Partijoprichter
Na het einde van de regering Saldanha bereikte de verdeeldheid in het politieke partijsysteem een hoogtepunt ten tijde van de constitutionele monarchie en dit vooral bij de parlementsverkiezingen van september 1870 en van juli 1871. Toen maakten de Reformistische Partij van Bernardo de Sá Nogueira de Figueiredo, aanhangers van de partijloze António José de Ávila, de Regeneratiepartij van António Maria de Fontes Pereira de Melo, de Historische Partij van Nuno José Severo de Mendoça Rolim de Moura Barreto en aanhangers van José Dias Ferreira deel uit van het parlement.
Op 25 februari 1871 richtten hij en zijn aanhangers de Grondwetspartij op, die vooral bestond uit intellectuelen en journalisten zoals Manuel Joaquim Pinheiro Chagas. Zijn partij had echter geen grote beduiding in de Portugese politiek en vormde in feite een alliantie met de Regeneratiepartij.
Het was pas bij de parlementsverkiezingen van 21 augustus 1881, waarbij de Grondwetspartij 24 verkozenen telde, dat zijn partij beduidender werd, aangezien ze zelfs meer zetels had dan de regerende Progressieve Partij (fusie van de Historische Partij en de Reformistische Partij) van Anselmo José Braamcamp. Toch kon de partij haar verkiezingsoverwinning niet gebruiken om in de regering te geraken. Er kwam een regering van de Regeneratiepartij: eerst onder leiding van António Rodrigues Sampaio en later van António Maria de Fontes Pereira de Melo.
In 1881 behoorde hij in Porto samen met Manuel Joaquim Pinheiro Chagas en Francisco de Azeredo Teixeira de Aguilar tot de deelnemers aan de gesprekken over de oprichting van een Katholieke Partij, die echter mislukten. Dit leidde ertoe dat de Grondwetspartij minder en minder beduidend werd.
Tegelijkertijd was hij toch gematigd betrokken bij de verwerking van de Handelswet (Código Comercial). Ook werd hij lid van verschillende parlementaire commissies en diende hij meer dan vijfhonderd wetsontwerpen in over grondwet- en rechtenthema's, zoals een voorstel over een stemrechtshervorming.
Net zoals vele politici van zijn tijd was hij vrijmetselaar, in 1870 was hij toegetreden tot de loge Cavaleiros de Nemésis de Lisboa. Van 1882 tot 1885 was hij grootmeester van de grootloge Mações Antigos, Livres e Aceites de Portugal.
Nadat de Grondwetspartij in 1885 ontbonden werd, bleef Dias Ferreira actief als partijloze afgevaardigde in het parlement. Hij werd nog steeds bij elke verkiezing herkozen. Ondanks zijn partijloosheid werd hij een erkende persoonlijkheid voor alle rechterlijke en financieel-politieke vragen.

### Premierschap
In 1892 werd hij opnieuw herkozen als parlementslid. Kort nadien kwam er echter een politieke crisis wegens de financieel-politieke en economische problemen van Portugal. Deze problemen konden de Progressieve Partij en de Regeneratiepartij (die wisselend de regeringsmacht hadden) niet oplossen, omdat deze partijen min of meer dezelfde politiek bedreven.
Als gevolg van deze politieke crisis ontsloeg koning Karel I de partijloze premier João Crisóstomo de Abreu e Sousa. Op 18 januari 1892 werd Dias Ferreira na het staatsbankroet van Portugal premier van het land.
Zijn regering was een van de stabielste die Portugal in die tijd had. Minister van Financiën, Joaquim Pedro de Oliveira Martins, genoot wel veel respect voor zijn pogingen om de buitenlandse schulden af te bouwen. Op 27 mei 1892 nam Dias Ferreira echter het ministerschap van Financiën over. Hij voerde een bezuinigingsbeleid om het begrotingsdeficit te verkleinen, die door de vermindering van de belastinginkomsten dringend nodig was. Deze politiek werd door de naar regeringsovername strevende partijen Progressieve Partij en Regeneratiepartij massief bekritiseerd.
Van 18 januari tot en met 9 november 1892 was hij ook minister van Koninklijke Aangelegenheden. Dit was hij van 18 januari tot en met 3 maart 1892 ook van Openbaar Onderwijs en Schone Kunsten. Op 3 maart 1892 werd hij het ministerie van Onderwijs toegevoegd aan het ministerie van Koninklijke Aangelegenheden.
Eind 1892 kwam het echter tot een regeringscrisis, waarbij meerdere ministers moesten aftreden. Bij de parlementsverkiezingen van 23 oktober 1892 dreigde Dias Ferreira zijn parlementszetel te verliezen. Hij kon enkel herkozen geraken met de steun van de partijen in het parlement. Tijdens zijn ambtstermijn als premier was er in november 1892 een belangrijk staatsbezoek aan de Verenigde Staten ter ere van de 400ste verjaardag van de ontdekking van Amerika door Christoffel Columbus.
Na de verkiezingsnederlaag leidde hij nog enkele maanden een minderheidsregering. Op 22 februari 1893 trad hij af als premier.

### Laatste levensjaren
Na zijn abdicatie als premier bleef hij tot in 1905 afgevaardigde in het parlement. Hij bleef erg actief in de Kamer van Afgevaardigden, vooral als het over wetgeving, openbare financiën, begroting en de tabaksmonopolie ging. Als afgevaardigde was hij tegelijkertijd de voorzitter van de Portugese groep in de Interparlementaire Unie.
Ondanks zijn trouw aan de monarchie nam hij uit ontgoocheling over het gebrek aan steun van de koning in 1896 deel aan een geheime ontmoeting over de planning van een republikeinse opstand waarbij de koning afgezet zou worden. Als alternatief was het plan om José Luciano de Castro president van Portugal te maken. De opstand werd gepland voor 18 juni 1896, maar uiteindelijk vond de opstand niet plaats. Dit was een van de redenen waarom de koning hem weigerde te benoemen tot senator. In april 1905 werd hij wel benoemd tot senator en bleef dit tot aan zijn dood.

## Onderscheidingen en ereambten
In 1870 ontving hij het grootkruis in de Spaanse Orde van Karel III.
Hij was ook lid van de Academie van Wetenschappen van Lissabon en de Geografische Maatschappij van Lissabon. Tevens was hij corresponderend lid van het Instituut van Coimbra.
- Gemeinsame Normdatei: 1159364745
- International Standard Name Identifier: 0000 0000 7019 3283
- Système universitaire de documentation: 24932282X
- Virtual International Authority File: 98583992